# Sudowa Wyschnja
Sudowa Wyschnja (ukrainisch Судова Вишня; russisch Судовая Вишня Sudowaja Wischnja, polnisch Sądowa Wisznia) ist eine Stadt in der Oblast Lwiw der Ukraine. Sie befindet sich am Ufer der Wyschnja, einem rechten Zufluss des San.

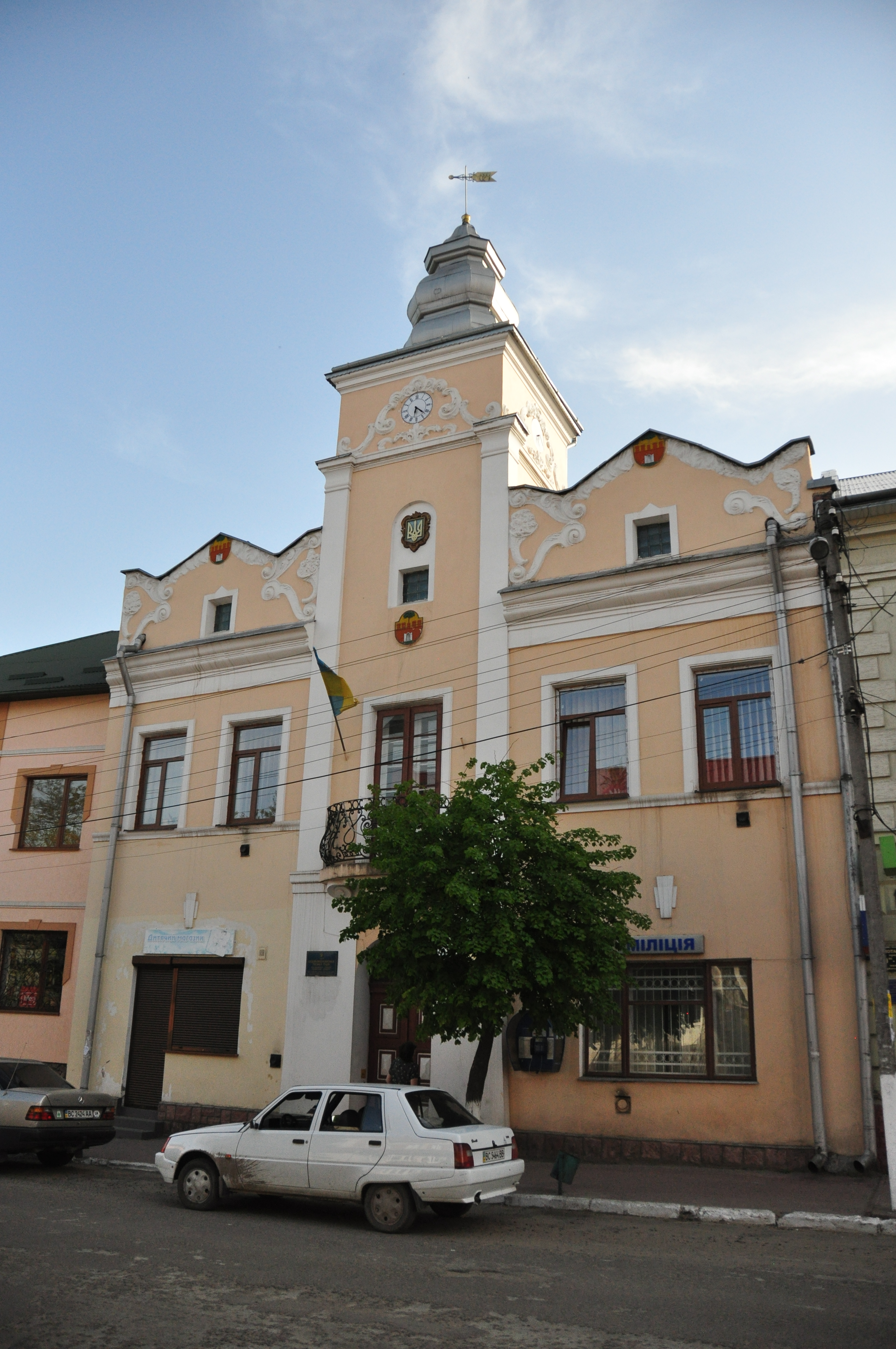
Rathaus im Ort

## Lage
Sudowa Wyschnja befindet sich etwa 48 Kilometer westlich von Lwiw. Durch die Stadt führt die ukrainische Fernstraße M 11, die Teil der Europastraße 40 ist.
Benachbarte Städte sind:
|                  | Jaworiw (20 km)                             | Nowojaworiwsk (20 km) |
| Mostyska (16 km) | Kompassrose, die auf Nachbargemeinden zeigt | Horodok (22 km)       |
| Sambir (35 km)   |                                             | Rudky (18 km)         |

## Geschichte
Erstmals urkundlich erwähnt wurde der Ort im Jahre 1230. 1368 wurde sie Stadt nach Magdeburger Recht.
In den Jahren der polnisch-litauischen Adelsrepublik 1340–1772 gehörte der Ort zum Przemyśler Land der Woiwodschaft Ruthenien, danach kam er 1772 zum österreichischen Galizien und war von 1854 bis 1867 Sitz eines Bezirksamtes, danach bis 1918 Sitz eines Bezirksgerichtes des Bezirks Mościska. Von 1918 bis 1939 gehörte er zur polnischen Woiwodschaft Lwów und dort zum Powiat Mościska.
Der Ortsname lautete ursprünglich nur Wisznia, was eine Siedlung auf einer Anhöhe bezeichnet; die Erweiterung Sądowa wurde ab etwa 1545 üblich, als der Generallandtag der ruthenischen Woiwodschaften (Sejmik generalny) hier tagte. In weiterer Zeit erhielt die Stadt weitere Privilegien.

## Verwaltungsgliederung
Am 18. Dezember 2016 wurde die Stadt zum Zentrum der neu gegründeten Stadtgemeinde Sudowa Wyschnja (Судововишнянська міська громада Sudowowyschnjanska miska hromada) zu der noch die 8 Dörfer Bortjatyn, Dmytrowytschi, Dowhomostyska, Knjaschyj Mist, Nowosilzi, Sahorody, Saritschtschja und Wolostkiw zählen. Bis dahin bildete sie die Stadtratsgemeinde Sudowa Wyschnja (Судововишнянська міська рада/Sudowowyschnjanska miska rada).
Am 12. Juni 2020 kamen dann noch die 10 Dörfer Berzi, Dydjatytschi, Kulmatytschi, Makuniw, Mala Dibrowa, Mali Mokrjany, Schyschorowytschi, Welyka Dibrowa, Welyki Mokrjany und Wowtschyschtschowytschi hinzu. Gleichzeitig wurde der Ort ein Teil des Rajons Jaworiw, bis dahin war er dem Rajon Mostyska zugeordnet.
Folgende Orte sind neben dem Hauptort Sudowa Wyschnja Teil der Gemeinde:
| Name                     | Name           | Name                                  | Name                      |
| ukrainisch transkribiert | ukrainisch     | russisch                              | polnisch                  |
| ------------------------ | -------------- | ------------------------------------- | ------------------------- |
| Berzi                    | Берці          | Берцы (Berzy)                         | Bercy                     |
| Bortjatyn                | Бортятин       | Бортятин (Bortjatin)                  | Bortiatyn                 |
| Dmytrowytschi            | Дмитровичі     | Дмитровичи (Dmitrowitschi)            | Dmytrowice                |
| Dowhomostyska            | Довгомостиська | Долгомостиска (Wischenka)             | Dołhomościska             |
| Dydjatytschi             | Дидятичі       | Дидятичи (Didjatitschi)               | Dydiatycze                |
| Knjaschyj Mist           | Княжий Міст    | Княжий Мост (Knjaschi Most)           | Księży Most               |
| Kulmatytschi             | Кульматичі     | Кульматычи (Kulmatytschi)             | Kulmatycze                |
| Makuniw                  | Макунів        | Макунов (Makunow)                     | Makuniów                  |
| Mala Dibrowa             | Мала Діброва   | Малая Диброва (Malaja Dibrowa)        | Dąbrowa Mała, Dąbrowa II  |
| Mali Mokrjany            | Малі Мокряни   | Малые Мокряны (Malyje Mokrjany)       | Mokrzany Małe             |
| Nowosilzi                | Новосільці     | Новосельцы (Nowoselzy)                | Polaki                    |
| Sahorody                 | Загороди       | Загороды (Sagorody)                   | Zagrody                   |
| Saritschtschja           | Заріччя        | Заречье (Saretschje)                  | Zarzecze                  |
| Schyschorowytschi        | Шишоровичі     | Шишеровичи (Schischerowitschi)        | Szeszerowice              |
| Welyka Dibrowa           | Велика Діброва | Великая Диброва (Welikaja Dibrowa)    | Dąbrowa Wielka, Dąbrowa I |
| Welyki Mokrjany          | Великі Мокряни | Великие Мокряны (Welikije Mokrjany)   | Mokrzany Wielkie          |
| Wolostkiw                | Волостків      | Волостков (Wolostkow)                 | Wołostków                 |
| Wowtschyschtschowytschi  | Вовчищовичі    | Волчищовичи (Woltschischtschowitschi) | Wołczyszczowice           |

## Persönlichkeiten
- Michał Holländer, Rittmeister der polnischen Armee, Initiator des Stutbuches für Huzulen (1924)
- Iwan Wyschenskyj (1550–1620), ruthenischer Mönch und Gelehrter, Vertreter der orthodoxen polemischen Literatur
- Bohdan Schust, Fußballtorhüter (1986 in Sudowa Wyschnja geboren)